# Динамо-Казыгурт
«Динамо-Казыгурт» (каз. «Динамо-Қазығұрт») — мужской волейбольный клуб из Шымкента, выступающий в Национальной лиге Казахстана.

## История
ВК «Динамо-Казыгурт» была создана в августе 2003 года по инициативе Акима Южно-Казахстанской области. В состав команды вошли игроки из числа молодёжи области, студенты вузов г. Шымкент и сотрудники департамента внутренних дел ЮКО.

## Достижения
- Чемпион Высшей лиги "А" Казахстана (7) — 2005-2007, 2011-2014
- Серебряный призёр Высшей лиги "А" Казахстана (1) — 2009
- Бронзовый призёр Высшей лиги "А" Казахстана (1) — 2010
- Бронзовый призёр Спартакиады народов Казахстана (1) — 2008
- Бронзовый призёр Кубка Казахстана (1) — 2008